# Colorazione con ematossilina eosina

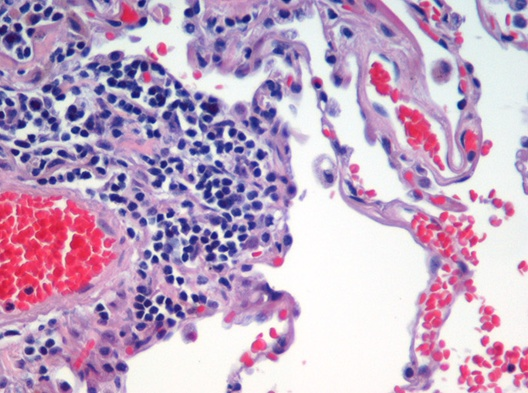
Campione istologico del tessuto polmonare umano colorato con ematossilina ed eosina.

La colorazione con ematossilina eosina (abbreviata EE) è la colorazione di base nello studio microscopico dei tessuti animali e negli esami istopatologici di routine.

## Significato della colorazione
Quando viene attraversato da raggi luminosi il protoplasma cellulare rivela un comportamento sostanzialmente omogeneo. In altri termini i campioni biologici a fresco (non preventivamente colorati) non possono essere analizzati microscopicamente. Diviene quindi necessario ricorrere a delle colorazioni delle strutture biologiche per instaurarvi una certa disomogeneità di comportamento nei confronti della luce bianca e rendere possibile l'individuazione delle strutture.
Ogni colorazione prevede sostanzialmente la rimozione di materiali inclusi nel protoplasma grazie all'uso di uno specifico solvente, e quindi la successiva reidratazione, colorazione e fissazione del colorante sul preparato.

## Tipi di colorazioni
In istologia si distinguono:
- colorazioni dirette (la sezione prende il colorante direttamente dalla soluzione);
- colorazioni indirette (preliminarmente il preparato viene sottoposto alla azione di alcune sostanze preparatorie alla colorazione: i mordenzanti).

Le colorazioni possono inoltre essere:
- semplici, quando viene utilizzato un solo colorante;
- combinate, quando si ricorre a due o più coloranti insieme od in successione.

## Procedura e risultato della colorazione
La colorazione ematossilina-eosina verosimilmente è la combinazione di coloranti più comune in istologia. L'ematossilina è un colorante vegetale, estratto dal legno di una leguminosa, l'Haematoxylum campechianum più noto con il nome di campeggio. Il preparato viene prima immerso nella soluzione di ematossilina e mordente, quindi dopo il lavaggio viene immerso nella soluzione di eosina.
L'ematossilina o emallume di Mayer colora in blu violetto i componenti cellulari carichi negativamente, come acidi nucleici, proteine di membrana e membrane cellulari, elastina. Questi componenti sono detti basofili e si trovano prevalentemente a livello del nucleo, che assume pertanto il colore blu.
L'eosina colora invece in rosso rosato i componenti carichi positivamente, come molte proteine cellulari, le proteine mitocondriali, le fibre collagene. Questi componenti sono detti eosinofili o acidofili e determinano una colorazione rosata di tutte le rimanenti zone cellulari, il citoplasma e le sostanze extracellulari.